# Charles-Eugène Delaunay
Charles-Eugène Delaunay (Lusigny-sur-Barse, 1816. április 9. – Cherbourg, 1872. augusztus 5.) francia matematikus és csillagász.

## Élete
1834-től az École polytechnique-en tanult, ahol 1836-ban az intézmény legkitűnőbb növendékeként végzett. Kitüntetésül a Pierre-Simon de Laplace tiszteletére alapított díjat nyerte el. Ezután a «Mécanique céleste»-t tanulmányozta. 1841-től 1848-ig a Sorbonne-on Jean-Baptiste Biot-t helyettesítette a csillagászatból, majd a párizsi műegyetemen a felsőbb mechanika tanára lett. 1855-ben, az elhunyt Victor Mauvais helyét foglalta el a Természettudományi Akadémián. 1862-ben a Bureau des longitudes tagja lett. Később nagy viszálykodás keletkezett Delaunay és Le Verrier között a párizsi csillagvizsgáló megfigyelései miatt, aminek a vége az lett, hogy 1870-ben Le Verrier helyébe őt nevezték ki az obszervatórium igazgatójává. Elhunyt Cherbourgnál, amikor csónakázás közben vízbe fúlt. Nagyobb munkáin kívül még sok kisebb matematikai értekezést írt.

## Művei
- Théorie de la lune (1860-67, 2 kötet, befejezetlen fő műve);
- Cours élémentaire de mécanique (1850, 10. kiadás Párizs, 1884);
- Cours élémentaire d'astronomie (1873, 7. kiadás Párizs, 1884);
- Traité de mécanique rationnelle (1856, 7. kiadás Párizs, 1883).